# Ключевской сельсовет (Новосибирская область)
Ключевской сельсовет — сельское поселение в Венгеровском районе Новосибирской области Российской Федерации.
Административный центр — село Ключевая.

## История
Статус и границы сельского поселения установлены Законом Новосибирской области от 2 июня 2004 года № 200-ОЗ «О статусе и границах муниципальных образований Новосибирской области»

## Население
| 2002 | 2010 | 2012 | 2013 | 2014 | 2015 | 2016 |
| ---- | ---- | ---- | ---- | ---- | ---- | ---- |
| 800  | ↘674 | ↘671 | ↘651 | →651 | ↗654 | ↘629 |
| 2017 | 2018 | 2019 | 2020 | 2021 |      |      |
| ↘607 | ↗610 | ↗620 | ↘593 | ↘562 |      |      |

## Состав сельского поселения
| № | Населённый пункт | Тип населённого пункта       | Население |
| - | ---------------- | ---------------------------- | --------- |
| 1 | Ключевая         | село, административный центр | ↘319      |
| 2 | Ночка            | деревня                      | ↘185      |
| 3 | Орлово           | деревня                      | ↘170      |